# Chrysosplenium glechomifolium
Chrysosplenium glechomifolium là một loài thực vật có hoa trong họ Saxifragaceae. Loài này được Nutt. miêu tả khoa học đầu tiên năm 1840.